# Els papers pòstums del Club Pickwick
Els papers pòstums del club de Pickwick, també coneguda com a Pickwick: documents pòstums del club d'aquest nom (en anglès The Posthumous Papers of the Pickwick Club), és la primera novel·la de Charles Dickens. Va ser concebuda originàriament com una publicació seriada d'episodis humorístics, publicats entre març del 1836 i octubre del 1837, on el text de Dickens havia de fer un paper subordinat als dibuixos del caricaturista Robert Seymour. Dickens va acceptar l'encàrrec per motius econòmics, però ràpidament la personalitat de l'escriptor es va imposar i va deixar en un segon terme el dibuixant, que acabaria deixant el lloc a altres il·lustradors i posteriorment suïcidant-se. Aquests fets acabarien portant embolics legals, ja que la vídua de Seymour reclamaria posteriorment que la idea original de l'obra era del seu marit, cosa que Dickens negà categòricament.

## Argument
Al principi de l'obra, Samuel Pickwick, un jubilat acomodat que ha fet alguna incursió en el camp de la investigació científica, emprèn un viatge per observar la societat humana, acompanyat de tres amics i membres del seu club: Nathaniel Winkle, Augustus Snodgrass i Tracy Tupman. El seu objectiu és anar anotant tot el que veuen i fer arribar aquestes notes al club del qual és fundador. La ingenuïtat de tots quatre els fa caure en aventures ridícules i els converteix en presa fàcil d'alguns entabanadors, entre els quals destaca el personatge d'Alfred Jingle.
Posteriorment, Pickwick contracta com a criat Samuel Weller, un noi d'extracció humil, bon coneixedor de les maneres de viure de les classes populars, que de mica en mica va guanyant protagonisme i arraconant els altres tres acompanyants de Pickwick, que no oferien un contrast prou marcat amb el personatge principal. La presència de Samuel Weller també enriqueix enormement la varietat de registres lingüístics i, gràcies a la seva relació amb el seu pare i la seva madrastra, crea petites trames paral·leles sovint de molta comicitat.
Paral·lelament a la coneixença amb Samuel Weller, es produeix un malentès que acaba conduint tota la trama posterior. La dispesera de Pickwick interpreta erròniament que li està proposant matrimoni, i posteriorment l'acabarà denunciant per incompliment de promesa, influïda per dos advocats sense escrúpols. L'honradesa de Pickwick, la seva negativa a actuar contra els seus principis, fan que perdi el plet i acabi en una presó de deutors. Durant tota la trama es van intercalant històries paral·leles, com El retorn del convicte, La història del captaire, etc., que mantenen un vincle feble amb la història principal, presentades com a simples lectures dels protagonistes o narracions que fa un personatge secundari.

## Valoració de la crítica
Els crítics mai s'han posat d'acord respecte a la vàlua literària del Pickwick. Alguns consideren aquesta obra una simple encadenació d'episodis humorístics (de fet era així com s'hi referia el mateix Dickens) mentre que molts altres, entre els quals hi ha veus molt autoritzades, la consideren una obra mestra. Fortament influïda per narradors de la generació anterior com Smollett o Fielding, tothom en destaca també els ressons quixotescos que conté, especialment des del moment que Samuel Weller comença a tenir-hi un paper destacat.

## Traduccions al català
Josep Carner en va fer una traducció, publicada el 1931 per Proa i reeditada posteriorment, amb el nom de Pickwick: documents pòstums del club d'aquest nom. Miquel Casacuberta en va fer una nova versió (Els papers pòstums del club Pickwick, A contravent, 2012).